# 鳳林街

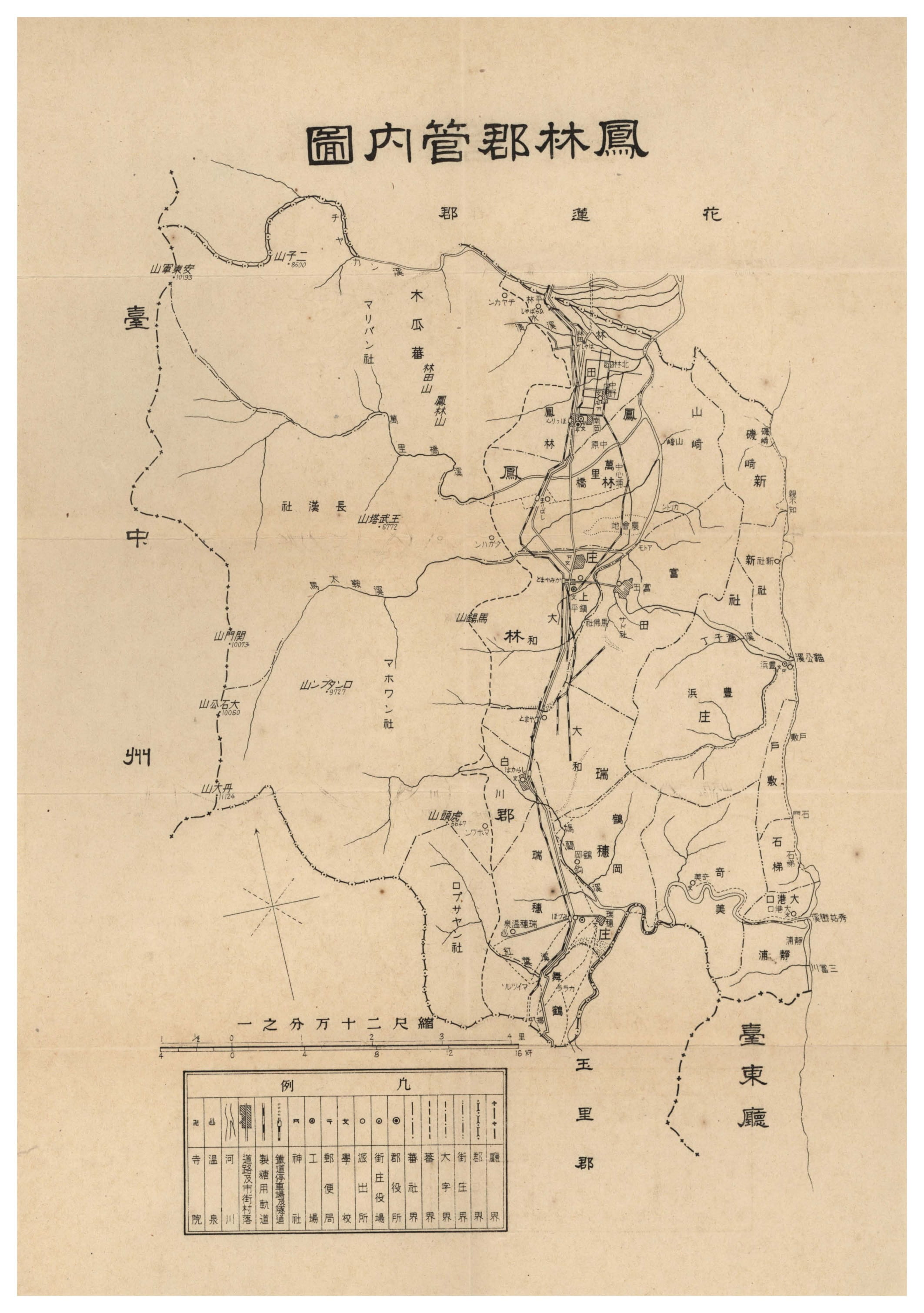
鳳林郡管內圖，可見鳳林庄、瑞穗庄、新社庄

鳳林街為臺灣日治時期1940年至1945年間存在之行政區，其原為鳳林區，於1937年改制為鳳林庄，再於1940年升格為鳳林街，轄屬花蓮港廳鳳林郡。今花蓮縣鳳林鎮及光復鄉北部。鳳林舊稱馬里勿，台灣人在日治初期至此開墾時，看到許多巨木被植物纏繞生長的景象，聯想到鳳凰展翅的型態，便漸漸俗稱此地為鳳林。

## 行政區劃
鳳林街原屬奉鄉的庄和社，花蓮港廳在1909年10月設立後，在廳下設有太巴塱區。1911年8月3日，太巴塱區增設林田村。1914年2月8日，太巴塱區的區長役場亦搬至馬太鞍社，區名亦改為「馬太鞍區」。1914年5月23日，花蓮港廳和臺東廳實施街庄整併，鳳林庄、馬里勿社併成「鳳林庄」，太巴塱庄、太巴塱社、馬於文社、沙荖社併成「太巴塱社」，鎮平庄、善化社、良化社、馬佛社、馬太鞍社、節朱芒社併成「馬太鞍社」。1916年，鳳林庄、六階鼻庄、林田村劃為「鳳林區」。1917年10月1日，鳳林庄改稱鳳林，鳳林區林田村南側分設萬里橋村。
1920年9月，馬太鞍區（轄馬太鞍社、太巴塱社）併入鳳林區，此時轄區內分為鳳林、林田村、萬里橋村、六階鼻、馬太鞍、太巴塱六個大字。1937年10月，花蓮港廳實施街庄制，鳳林區改為「鳳林庄」，轄域內分為鳳林、林田、萬里橋、山崎、上大和、富田六個大字，林田大字下有「平林」、「中野」、「南岡」、「北林」小字名；原鳳林區役場增建改為鳳林庄役場。1940年6月17日，鳳林庄升格為「鳳林街」。
戰後1947年，上大和、富田、瑞穗大和合併組成光復鄉。
| 1909年   | 1909年   | 1916年   | 1916年   | 1920年 | 1920年 | 1937年 | 1937年                                                               | 2020年 | 2020年                                                       |
| -------- | -------- | -------- | -------- | ------ | ------ | ------ | -------------------------------------------------------------------- | ------ | ------------------------------------------------------------ |
| 太巴塱區 | 鳳林庄   | 鳳林區   | 鳳林庄   | 鳳林區 | 鳳林   | 鳳林庄 | 鳳林                                                                 | 鳳林鎮 | 鳳義里及部分鳳仁里、鳳禮里、鳳智里、鳳信里                   |
| 太巴塱區 | 馬里勿社 | 鳳林區   | 鳳林庄   | 鳳林區 | 鳳林   | 鳳林庄 | 鳳林                                                                 | 鳳林鎮 | 鳳義里及部分鳳仁里、鳳禮里、鳳智里、鳳信里                   |
| 太巴塱區 | 林田村   | 鳳林區   | 林田村   | 鳳林區 | 林田   | 鳳林庄 | 南平里、北林里，及部分林榮里、大榮里、鳳仁里、鳳禮里、鳳智里、鳳信里 | 鳳林鎮 |                                                              |
| 太巴塱區 | 林田村   | 鳳林區   | 萬里橋村 | 鳳林區 | 萬里橋 | 鳳林庄 | 部分長橋里、鳳信里、大榮里                                           | 鳳林鎮 |                                                              |
| 太巴塱區 | 六階鼻庄 | 鳳林區   | 六階鼻庄 | 鳳林區 | 六階鼻 | 鳳林庄 | 山崎                                                                 | 鳳林鎮 | 山興里                                                       |
| 太巴塱區 | 馬太鞍社 | 馬太鞍區 | 馬太鞍社 | 鳳林區 | 馬太鞍 | 鳳林庄 | 上大和                                                               | 光復鄉 | 大平村、大同村、大安村、大進村、大華村、大馬村、大全村(部分) |
| 太巴塱區 | 鎮平庄   | 馬太鞍區 | 馬太鞍社 | 鳳林區 | 馬太鞍 | 鳳林庄 | 上大和                                                               | 光復鄉 | 大平村、大同村、大安村、大進村、大華村、大馬村、大全村(部分) |
| 太巴塱區 | 善化社   | 馬太鞍區 | 馬太鞍社 | 鳳林區 | 馬太鞍 | 鳳林庄 | 上大和                                                               | 光復鄉 | 大平村、大同村、大安村、大進村、大華村、大馬村、大全村(部分) |
| 太巴塱區 | 良化社   | 馬太鞍區 | 馬太鞍社 | 鳳林區 | 馬太鞍 | 鳳林庄 | 上大和                                                               | 光復鄉 | 大平村、大同村、大安村、大進村、大華村、大馬村、大全村(部分) |
| 太巴塱區 | 馬佛社   | 馬太鞍區 | 馬太鞍社 | 鳳林區 | 馬太鞍 | 鳳林庄 | 上大和                                                               | 光復鄉 | 大平村、大同村、大安村、大進村、大華村、大馬村、大全村(部分) |
| 太巴塱區 | 節朱芒社 | 馬太鞍區 | 馬太鞍社 | 鳳林區 | 馬太鞍 | 鳳林庄 | 上大和                                                               | 光復鄉 | 大平村、大同村、大安村、大進村、大華村、大馬村、大全村(部分) |
| 太巴塱區 | 太巴塱社 | 馬太鞍區 | 太巴塱社 | 鳳林區 | 太巴塱 | 鳳林庄 | 富田                                                                 | 光復鄉 | 北富村、東富村、南富村、西富村、大全村(部分)                 |
| 太巴塱區 | 太巴塱庄 | 馬太鞍區 | 太巴塱社 | 鳳林區 | 太巴塱 | 鳳林庄 | 富田                                                                 | 光復鄉 | 北富村、東富村、南富村、西富村、大全村(部分)                 |
| 太巴塱區 | 馬於文社 | 馬太鞍區 | 太巴塱社 | 鳳林區 | 太巴塱 | 鳳林庄 | 富田                                                                 | 光復鄉 | 北富村、東富村、南富村、西富村、大全村(部分)                 |
| 太巴塱區 | 沙荖社   | 馬太鞍區 | 太巴塱社 | 鳳林區 | 太巴塱 | 鳳林庄 | 富田                                                                 | 光復鄉 | 北富村、東富村、南富村、西富村、大全村(部分)                 |

## 人口
| 大字   | 內地人 | 臺灣人 | 朝鮮人 | 中華民國人 | 合計   |
| ------ | ------ | ------ | ------ | ---------- | ------ |
| 林田   | 824    | 1,783  | 0      | 9          | 2,616  |
| 鳳林   | 577    | 5,803  | 1      | 43         | 6,424  |
| 山崎   | 2      | 685    | 0      | 2          | 689    |
| 萬里橋 | 78     | 971    | 0      | 29         | 1,078  |
| 上大和 | 587    | 5,429  | 0      | 147        | 6,163  |
| 富田   | 71     | 4,367  | 0      | 31         | 4,469  |
| 合計   | 2,139  | 19,038 | 1      | 261        | 21,439 |

## 交通
- 林田車站（南平車站）
- 鳳林車站
- 萬里橋車站（萬榮車站）
- 上大和車站（光復車站）

## 設施

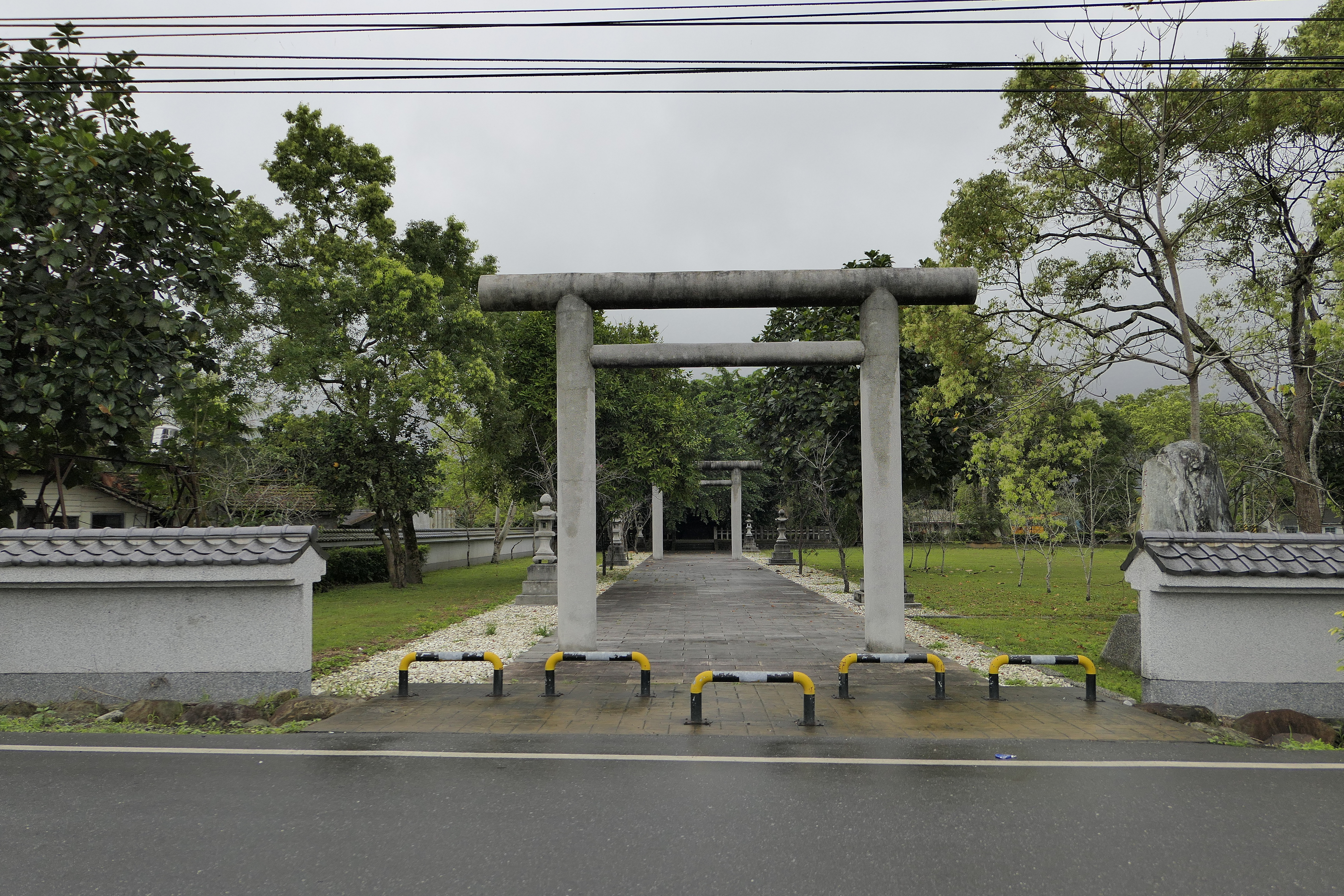
林田神社入口鳥居現況

1896年8月，賀田組在此設立製樟腦用的腦灶；同年11月，六階鼻警察官吏派出所改設在鳳林。1915年6月，饒永昌設置獨立書房。1916年，鳳林支廳和鳳林區役場設置。1917年，鳳林防疫組合設立。1920年5月，太巴塱蕃人公學校設立。1920年7月，公學校設置，而前述書房的設備皆捐贈給公學校。1920年10月，鳳林信用組合創立。1921年5月，鳳林電燈會社創立。1934年4月，設置鳳林小學校。
- 林田神社
- 鳳林尋常高等小學校→鳳林國民學校（今 鳳林國中）
- 林田尋常高等小學校→林田國民學校（今 鳳林鎮大榮國小）
- 上大和尋常高等小學校→上大和國民學校（今 光復鄉大進國小）
- 鳳林公學校→鳳林西國民學校（今 鳳林鎮鳳林國小）
- 鳳林公學校林田分教場→北林國民學校
- 萬里橋公學校→萬里橋國民學校（今 鳳林鎮長橋國小）
- 太巴塱公學校→富田公學校→富田國民學校（今 光復鄉太巴塱國小）
- 上大和公學校→宮岡國民學校（今 光復鄉光復國小）
- 林田男子青年訓練所
- 林田女子青年訓練所